# Vahan Ier de Siounie
Pour les articles homonymes, voir Vahan.
Vahan Ier de Siounie ou Vahan Ier Siunetsi (en arménien Վահան Ա Սյունեցի ; surnommé Vahanik, « petit Vahan ») est Catholicos d'Arménie d'environ 967 à sa déposition en 969.

## Biographie
Vahan est le fils de Djevancher, seigneur de Baghk, en Siounie. En 958, lors du concile de Kapan qui remet de l'ordre dans l'organisation de l'Église arménienne dans la région, il est consacré par le Catholicos Ananias Ier métropolite de Siounie. Il se maintient à ce poste jusqu'à la mort d'Ananias, vers 967, et est alors élu Catholicos.
Ses opinions favorables au chalcédonisme et aux icônes mènent toutefois à la convocation d'un synode à Ani en 969 par le roi Achot III d'Arménie, auquel il décide de ne pas se rendre ; le synode le dépose et désigne un nouveau Catholicos, Étienne III. Vahan se réfugie alors à la cour du roi Abousahl-Hamazasp de Vaspourakan, où il est considéré comme Catholicos en titre, et où il parvient à faire incarcérer son successeur venu l'admonester.
Vahan meurt en 974 et n'est pas remplacé au Vaspourakan, laissant le successeur d'Étienne III, Khatchik Ier, seul Catholicos.